# Speocera microphthalma
Speocera microphthalma là một loài nhện trong họ Ochyroceratidae. Loài này phân bố ở Philippines.